# Simon Schiele

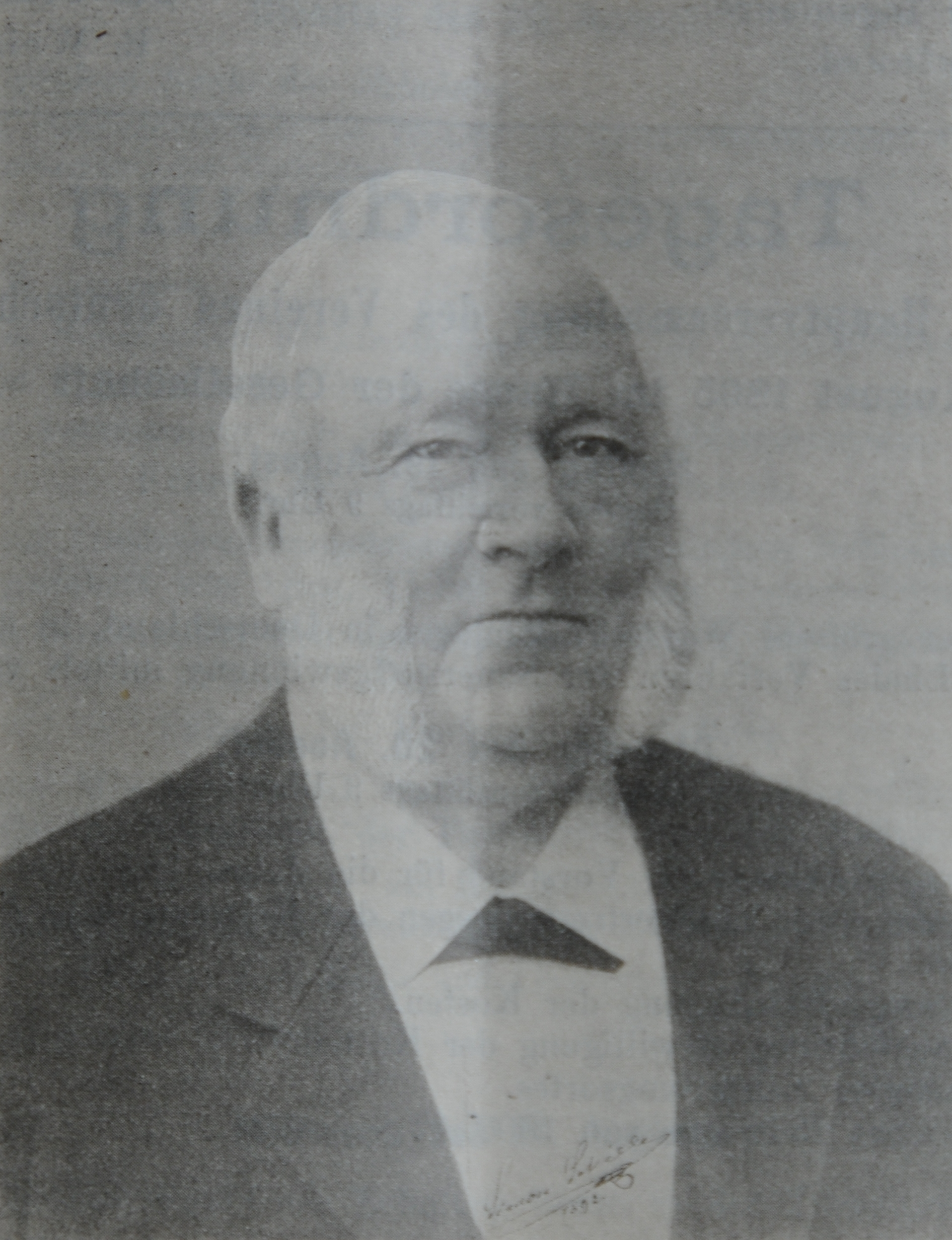
Simon Schiele

Johann Simon Schiele (* 21. Juni 1822 in Frankfurt am Main; † 15. Juli 1895 ebenda) war ein deutscher Ingenieur, Unternehmer und Politiker der Freien Stadt Frankfurt.

## Leben
Simon Schiele war eines von neun Kindern von Johann Georg Remigius Schiele (1795–1861), nach dem die Schiele-Straße in Frankfurt benannt wurde. Der Vater hatte gemeinsam mit Johann Friedrich Knoblauch (1789–1888) am 18. September 1828 die erste Gasfabrik in Frankfurt am Main gegründet, aus der die heutige Mainova hervorgehen sollte. Simon Schiele studierte nach dem Gymnasiumsbesuch in Frankfurt in der Schweiz. Er wurde Gasingenieur und Leiter der 1854 gegründeten und unter seiner Leitung errichteten Krefelder Gasfabrik. Nach dem Tod des Vaters wurde er 1861 Direktor der Frankfurter Gasfabrik. 1895 wurde sein Sohn Ludwig Philipp Schiele (* 1857 in Krefeld) sein Nachfolger als Gaswerkedirektor und leitete das Unternehmen bis 1917.
Am 25. Oktober 1848 wurde Schiele in die Constituierende Versammlung der Freien Stadt Frankfurt gewählt. Er gehörte 1862 bis zum Ende der Freien Stadt 1866 dem Gesetzgebenden Körper an. 1872 wurde er Mitglied der NLP und wechselte 1874 zum Fortschritt. 1857 trat er dem Verein Deutscher Ingenieure (VDI) bei. 1859, 1860, 1862, 1864, 1870, 1871 und 1876 war Schiele VDI-Vorsitzender. Er ist damit der VDI-Vorsitzende mit den meisten Amtszeiten. 1890 wurde er zum VDI-Ehrenmitglied ernannt. 1892 ehrte ihn der Verein von Gas- und Wasserfachmännern als seinen langjährigen Vorsitzenden auf gleiche Weise.
Schiele war seit Oktober 1848 mit Sophie geborene Kornder verheiratet und hatte mit ihr zwei Töchter und einen Sohn. Seine Frau und seine jüngere Tochter starben im Jahr 1879. Zwei Tage nach seinem Tod wurde Schiele auf dem Frankfurter Hauptfriedhof bestattet.